# Catena Abulfeda
Catena Abulfeda er en kæde af nedslagskratere på Månen på positionen 16,9°S og 17,2°Ø. Kæden løber mellem den sydlige rand af Abulfedakrateret og den nordlige rand af Almanonkrateret, og fortsætter derefter over en længde på 210 kilometer over Rupes Altai. 
Kraterkæden menes at være dannet ved nedslag af stykker fra en sønderdelt komet. 